# A fost prietenul meu
A fost prietenul meu este un film românesc din 1963 regizat de Andrei Blaier. Rolurile principale au fost interpretate de actorii Nicolae Sireteanu, Ștefan Ciobotărașu, Flavia Buref și Victor Rebengiuc.

## Distribuție
- Ștefan Ciobotărașu — Balaurul
- Victor Rebengiuc — Tudor
- Flavia Buref — Ana
- Traian Dănceanu
- Nicolae Sireteanu — Matei
- Mariella Petrescu — Irina
- Călina Pandele — Nora
- Silvian Simion — Ion
- Ștefan Mihăilescu-Brăila — Petrino
- Silviu Stănculescu — Victor
- Paul Ioachim (ca P. Ioachim)

## Producție
Filmările au fost realizate în perioada 15 iulie – 31 octombrie 1962, cele exterioare la București, Băneasa, Ploiești, Craiova; iar cele interioare la Buftea. Cheltuielile de producție s-au ridicat la 5.032.000 lei.

## Primire
Filmul a fost vizionat de 1.321.294 de spectatori în cinematografele din România, după cum atestă o situație a numărului de spectatori înregistrat de filmele românești de la data premierei și până la data de 31 decembrie 2014 alcătuită de Centrul Național al Cinematografiei.